# Luciano Bodini
Pour les articles homonymes, voir Bodini.
Luciano Bodini, né le 12 février 1954 à Leno dans la province de Brescia en Italie, est un joueur de football italien, qui évoluait en tant que gardien de but.

## Biographie
Sa carrière professionnelle s'étale de 1974 à 1991. 
Bodini débute dans le club de l'US Cremonese pour lequel il évolue durant trois saisons, avant de rejoindre en 1977 son club formateur, l'Atalanta Bergame.
En 1979, il rejoint en tant que doublure du gardien titulaire, le club turinois de la Juventus Football Club. Avec 26 matchs au compteur en dix ans de présence chez les bianconeri, il remporte en tout neuf titres majeurs.
En 1989, il part pour l'Hellas Vérone puis pour l'Inter de Milan l'année suivante avant de raccrocher les gants en 1991.
En 1996, il retourne sur le terrain pour un petit club local du nom du Versiliese.

## Palmarès

### Compétitions nationales
- Serie C : (1)

Cremonese : 1976-1977.
- Serie A : (4)

Juventus : 1980-1981, 1981-1982, 1983-1984 et 1985-1986.
- Coppa Italia : (1)

Juventus : 1982-1983.

### Compétitions internationales
- Coupe d'Europe des vainqueurs de coupe : (1)

Juventus : 1983-1984.
- Supercoupe de l'UEFA : (1)

Juventus : 1984.
- Coupe des clubs champions européens : (1)

Juventus : 1984-1985.
- Coupe intercontinentale : (1)

Juventus : 1985.
- Coupe UEFA : (1) (Statistiques ne sont pas sûrs)

Inter Milan : 1990-1991.